# نيك فينيكس
نيك فينيكس (بالإنجليزية: Nick Phoenix)‏ هو ملحن بريطاني، ولد في 1967 في لندن في المملكة المتحدة.

## وصلات خارجية
- نيك فينيكس على موقع IMDb (الإنجليزية)
- نيك فينيكس على موقع ميوزك برينز (الإنجليزية)
- نيك فينيكس على موقع أول ميوزيك (الإنجليزية)
- نيك فينيكس على موقع ديسكوغز (الإنجليزية)